# Зелёная Долина (Ленинградская область)
Зелёная Долина — деревня в Староладожском сельском поселении Волховского района Ленинградской области.

## История
Деревня Зелёная Долина упоминается на карте Санкт-Петербургской губернии Ф. Ф. Шуберта 1834 года.

ЗЕЛЁНАЯ ДОЛИНА — деревня принадлежит коллежской асессорше Балк, число жителей по ревизии: 40 м. п., 29 ж. п. (1838 год)

ЗЕЛЁНАЯ ДОЛИНА — деревня господина Балка, по просёлочной дороге, число дворов — 11, число душ — 44 м. п. (1856 год)

ЗЕЛЁНАЯ ДОМЕНА (СРЫВКОВА) — деревня владельческая при колодцах, число дворов — 13, число жителей: 44 м. п., 50 ж. п.; Часовня православная. (1862 год)

В 1864—1865 годах временнообязанные крестьяне деревни выкупили свои земельные наделы у О. С. Балка и стали собственниками земли.
Согласно епархиальным сведениям 1899 года деревня относилась к приходу Алексеевской церкви при Успенском женском монастыре (Успения Пресвятой Богородицы) в селе Старая Ладога.
В конце XIX веке Зелёная Долина административно относилась к Михайловской волости 1-го стана Новоладожского уезда Санкт-Петербургской губернии, в начале XX века — 2-го стана.
По данным «Памятной книжки Санкт-Петербургской губернии» за 1905 год деревня называлась Зелёная-Долина и входила в Княщинское сельское общество.
С 1917 по 1919 год деревня входила в состав Княщинского сельсовета Михайловской волости Новоладожского уезда.
С 1919 года в составе Октябрьской волости Волховского уезда.
Согласно данным переписи населения СССР 1926 года в деревне Зелёная-Долина проживали 104 человека — все русские; в смежной деревне Неважи — 83 человека, также все русские.
С 1927 года в составе Волховского района.
С 1928 года в составе Староладожского сельсовета.
По данным 1933 года деревня Зелёная Долина входила в состав Староладожского сельсовета Волховского района.
В 1939 году население деревни составляло 111 человек.

Деревня Зелёная Долина на карте 1940 года

Согласно карте РККА 1940 года деревня насчитывала 19 дворов. К западу и смежно с ней находилась деревня Неважи из 20 дворов.
В 1958 году население деревни составляло 81 человек.
По данным 1966, 1973 и 1990 годов деревня Зелёная Долина также входила в состав Староладожского сельсовета. Смежная с ней деревня Неважи в данных на 1966 год ещё отмечена как отдельный населённый пункт, но начиная с 1973 года является частью деревни Зелёная Долина.
В 1997 году в деревне Зелёная Долина Староладожской волости проживали 27 человек, в 2002 году — 38 человек (русские — 92 %).
В 2007 году в деревне Зелёная Долина Староладожского СП — 21 человек.

## География
Деревня находится в северо-западной части района на автодороге 41К-385 (Старая Ладога — Местовка), к западу от центра поселения, села Старая Ладога.
Расстояние до административного центра поселения — 3 км.
Расстояние до ближайшей железнодорожной станции Волховстрой I — 16 км.

## Демография
| 1862 | 2007 | 2010 | 2017 |
| ---- | ---- | ---- | ---- |
| 94   | ↘21  | ↗28  | ↘13  |

### Национальный состав
Согласно данным Всероссийской переписи населения 2021 года в деревне проживали 27 человек, из них:
 русские — 24, осетины — 2, украинцы — 1 человек.